# توره دی روجیرو
توره دی روجیرو (به ایتالیایی: Torre di Ruggiero) یک کومونه در ایتالیا است که در استان کاتانزارو واقع شده‌است. توره دی روجیرو ۲۴ کیلومتر مربع مساحت و ۱٬۰۷۶ نفر جمعیت دارد و ۵۹۰ متر بالاتر از سطح دریا واقع شده‌است.